# Штирбац (Сучава)
Штирбац (рум. Știrbăț) насеље је у Румунији у округу Сучава у општини Удешти. Oпштина се налази на надморској висини од 241 m.

## Становништво
Према подацима из 2002. године у насељу је живело 628 становника, од којих су сви румунске националности.